# Riba de Saelices (kommun)
Riba de Saelices är en kommun i Spanien.   Den ligger i provinsen Provincia de Guadalajara och regionen Kastilien-La Mancha, i den centrala delen av landet, 130 km öster om huvudstaden Madrid. Antalet invånare är 123.